# جيمس فارو
جيمس فارو هو محامي وقاضي وسياسي أمريكي، ولد في 3 أبريل 1827، وتوفي في 3 يوليو 1892. نشط حزبياً في الحزب الديمقراطي. وقد انتخب عضو مجلس نواب كارولاينا الجنوبية ‏.